# James Armstrong Richardson
James Armstrong Richardson PC (* 28. März 1922 in Winnipeg, Manitoba; † 17. Mai 2004) war ein kanadischer Unternehmer und Politiker der Liberalen Partei.

## Leben
Nach dem Schulbesuch trat in die Royal Canadian Air Force und diente während des Zweiten Weltkrieges an Bord eines U-Boot-Aufklärungsflugzeugs über Labrador und Island und war zuletzt seit 1943 selbst Pilot mit über 1000 Flugstunden. Für seine militärischen Verdienste wurde er mehrfach ausgezeichnet und erhielt die War Medal 1939–1945, die Canadian Volunteer Service Medal, den 1939–1945 Star und den Atlantic Star.
Nach dem Krieg absolvierte Richardson ein Studium an der Queen’s University in Kingston und schloss dieses mit einem Bachelor of Arts (B.A.) ab. Er war danach als Unternehmer im Familienunternehmen Richardson International tätig, einem Unternehmen im Nahrungsmittelsektor, und zuletzt Chief Executive Officer (CEO).
Seine politische Laufbahn begann er als Kandidat der Liberalen Partei, als er bei der Wahl vom 25. Juni 1968 erstmals als Mitglied in das Unterhaus gewählt wurde und dort bis zum 22. Mai 1979 den Wahlkreis Winnipeg South vertrat, wobei er im Juni 1978 die Liberale Partei verließ und als Parteiloser im Unterhaus verblieb.
Im Juli 1968 wurde er von Premierminister Pierre Trudeau als Minister ohne Geschäftsbereich in das von diesem gebildete 20. Bundeskabinett berufen und war zugleich zwischen April und Mai 1969 für einige Tage kommissarischer Verkehrsminister. Nach einer Kabinettsumbildung war Richardson von Mai 1969 bis November 1972 Minister für Versorgung und Dienstleistungen und anschließend Minister für Nationale Verteidigung. Am 12. Oktober 1976 trat er von diesem Ministeramt wegen der Verankerung der Sprachrechte in der Verfassung von Kanada zurück sowie wegen grundsätzlicher Meinungsverschiedenheiten bei der offiziellen Sprachpolitik der Regierung. Der Sprachenstreit führte letztlich auch dazu, dass er aus der Liberalen Partei austrat und bis zum Ende der Legislaturperiode als Parteiloser dem Parlament angehörte.
Sein Versuch mit der One Canada Party eine neue politische Kraft zu schaffen scheiterte, so dass er sich aus dem politischen Leben zurückzog und sich auf seine unternehmerischen Tätigkeiten konzentrierte.
Seine ältere Schwester Agnes Benidickson, die von 1980 bis 1996 Kanzlerin der Queen’s University zu Kingston war, war mit William Moore Benidickson verheiratet, der ebenfalls Mitglied im Unterhaus und Minister war und auch zwanzig Jahre dem Senat angehörte.
Zu Ehren seines Vaters wurde der Flughafen von Winnipeg im Dezember 2006 in Winnipeg James Armstrong Richardson International Airport umbenannt.